# Muhammad ibn Ladin
Muhammad ibn Ladin (arab. ‏مُحَمَّد بْنُ لَادِن‎: ur. ok. 1908 w Rabat Baeshen, zm. 3 września 1967 w Ursanie) – saudyjski przedsiębiorca pochodzenia jemeńskiego, założyciel konglomeratu Saudi Binladin Group. Ojciec Usamy ibn Ladina, jednego z założycieli i przywodców islamskiej organizacji terrorystycznej Al-Ka’ida.

## Życiorys
Muhammad ibn Ladin urodził się ok. 1908 roku we wiosce Rabat Baeshen na wybrzeżu krainy Hadramaut we wschodnim Jemenie jako syn ubogiego rybaka Awada ibn Ladina, syna Alego ibn Ladina. Nie jest znana dokładna data urodzenia Muhammada, ponieważ w owym czasie nie istniały jeszcze w Jemenie rejestry urodzeń wśród pospólstwa.
Jeszcze przed I wojną światową, Awad ibn Ladin wraz z żoną i czterema synami Muhammadem, Ahmadem, Mansurem i Zajdem, zdecydował się wyemigrować do miasta Dżudda w znajdującym się pod kontrolą Imperium Osmańskiego Hidżazie. Początkowo młody Muhammad pracował jako tragarz w miejscowym porcie, a następnie zaczął zdobywać doświadczenie jako murarz.
W 1931 roku założył własną firmę budowlaną, która szybko osiągnęła komercyjny sukces. Po kilku latach dzięki realizacji publicznych inwestycji, takich jak meczety, zaczęła zdobywać kontakty i przychylność saudyjskiej rodziny królewskiej, która zdobyła panowanie nad Dżuddą i całym Hidżazem w 1925 roku. Na przychylność dworu królewskiego mogło mieć wpływ również to, że Muhammad ibn Ladin, podobnie jak król Abd al-Aziz ibn Su’ud był wyznawcą wahhabickiej odmiany islamu.
Wydarzeniem przełomowym dla rozwoju firmy okazało się uzyskanie kontraktu na przebudowę pałacu królewskiego w Rijadzie. Udane dostosowanie budynku do wymagań starzejącego się i mającego problemy z poruszaniem się króla, ugruntowało przyjazną relację dworu z rodziną ibn Ladin, której potwierdzeniem stało się nadanie jej wyłącznego przywileju realizacji wszystkich inwestycji publicznych w królestwie. W tym okresie na skutek rozpoczęcia eksploatacji bogatych złóż ropy naftowej, do Arabii Saudyjskiej zaczęły napływać duże środki finansowe, w znacznej mierze wydawane na projekty budowlane. Dzięki uzyskanemu monopolowi, ten ogromny boom budowlany w ciągu zaledwie kilkunastu lat przyniósł Muhammadowi ibn Ladinowi gigantyczny majątek, sięgający w 1967 roku ponad 5 miliardów dolarów amerykańskich. Został również ministrem robót publicznych królestwa. Mimo bogactwa i sprawowanej funkcji, Muhammad do końca życia pozostał jednak analfabetą. 
Uzyskany dobrobyt pozwolił Muhammadowi ibn Ladinowi na założenie i utrzymanie licznej rodziny. W trakcie swojego życia zawierał 11 razy małżeństwa oraz doczekał się w sumie 52 dzieci, w tym 17 synów. Mimo królewskich powiązań i wielkiego bogactwa Muhammad wiódł stosunkowo proste i pobożne życie, wymagając od swoich dzieci przestrzegania ścisłego kodeksu religijnego i moralnego. Jednym z jego synów był Usama ibn Ladin, jeden z założycieli organizacji terrorystycznej Al-Ka’ida, która była odpowiedzialna za zorganizowanie i przeprowadzenie zamachów z 11 września 2001 roku.
Muhammad ibn Ladin zmarł 3 września 1967 roku w katastrofie należącego do niego samolotu Beechcraft G18S podczas lądowania w miejscowości Ursan w prowincji Asir. Po jego śmierci kontrolę nad rodzinną firmą przejął najstarszy syn Salem ibn Ladin, który kontynuując strategię bliskich związków z saudyjskim dworem, jednocześnie znacząco zdywersyfikował jej działalność.